# Volcán El Altar
El Altar es un volcán catalogado como extinto o dormido localizado en Ecuador, en la Cordillera Real de los Andes. 
El volcán recibe su nombre debido a las formas que adoptan sus numerosos picos, semejando el altar de una iglesia colonial.
La composición dominante de basaltos hace que aparezcan numerosas lagunas de diversos colores en el volcán, entre las cuales encontramos la Laguna Amarilla, Plateada, Negra, Estrellada, Verde, Mandur, Pintada. La caldera del volcán, llena de cuevas, recibe un pequeño flujo de agua de estos lagos. 
No se tiene registros de que haya presentado erupciones grandes en el Holoceno. Aunque las leyendas indígenas sugieren que su caldera se formó en un colapso en el año 1460 A.D., se sabe que el volcán ha estado apagado al menos el último millón de años 
Los españoles, quienes le otorgaron el nombre actual, nombraron la cumbre norteña como Canónigo, la cumbre del este como Tabernáculo y la cumbre meridional como Obispo.

## Senderismo
El valle de Collanes es generalmente el punto de partida en lo que a senderismo se refiere y uno de los principales sitios de visita hacia el volcán, desde donde se puede observar el paisaje y sus cumbres nevadas. En general se requiere un nivel físico bajo para realizar la ruta, además no se requiere de un nivel técnico. 
Es este volcán visitado especialmente por la presencia de una variedad de lagunas como la Amarilla, Quindecocha, Estrellada, Verde, Azul, Mandur, Pintada, entre otras que se hallan a los pies de El Altar; el color de muchas de ellas es resultado de la presencia de minerales derivados de las paredes volcánicas. Además, como es una elevación semi-desértica debido a su altitud y a lo agreste del terreno circundante, la cumbre que sube al cráter de hielo puede ser ascendida en dos días. Existe un refugio para poder pasar la noche.

## Etimología
Los incas llamaron a este volcán Capac Urcu, que significa montaña todopoderosa o cerro majestuoso.

## Lista de cumbres

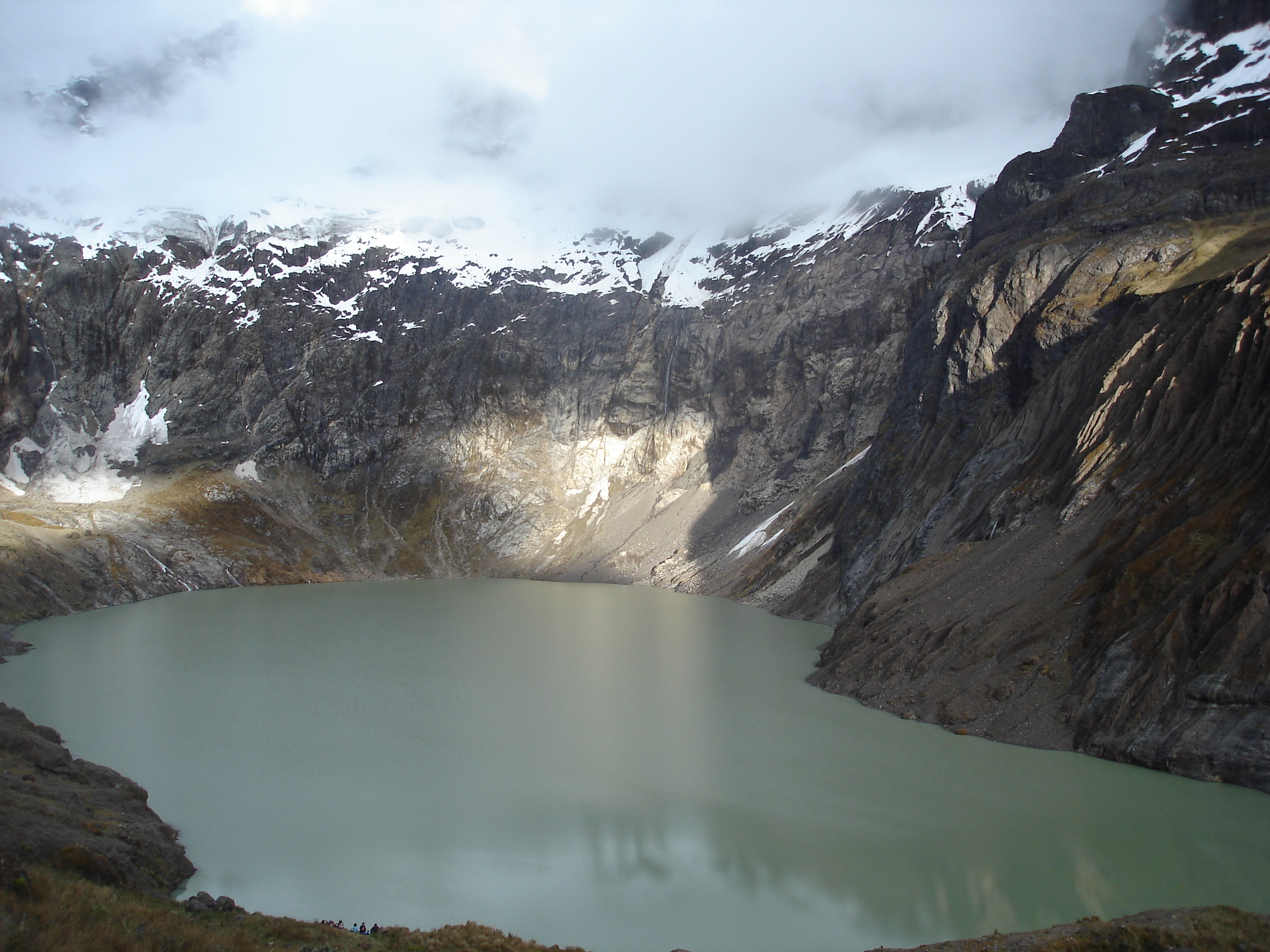
Laguna a los pies de El Altar

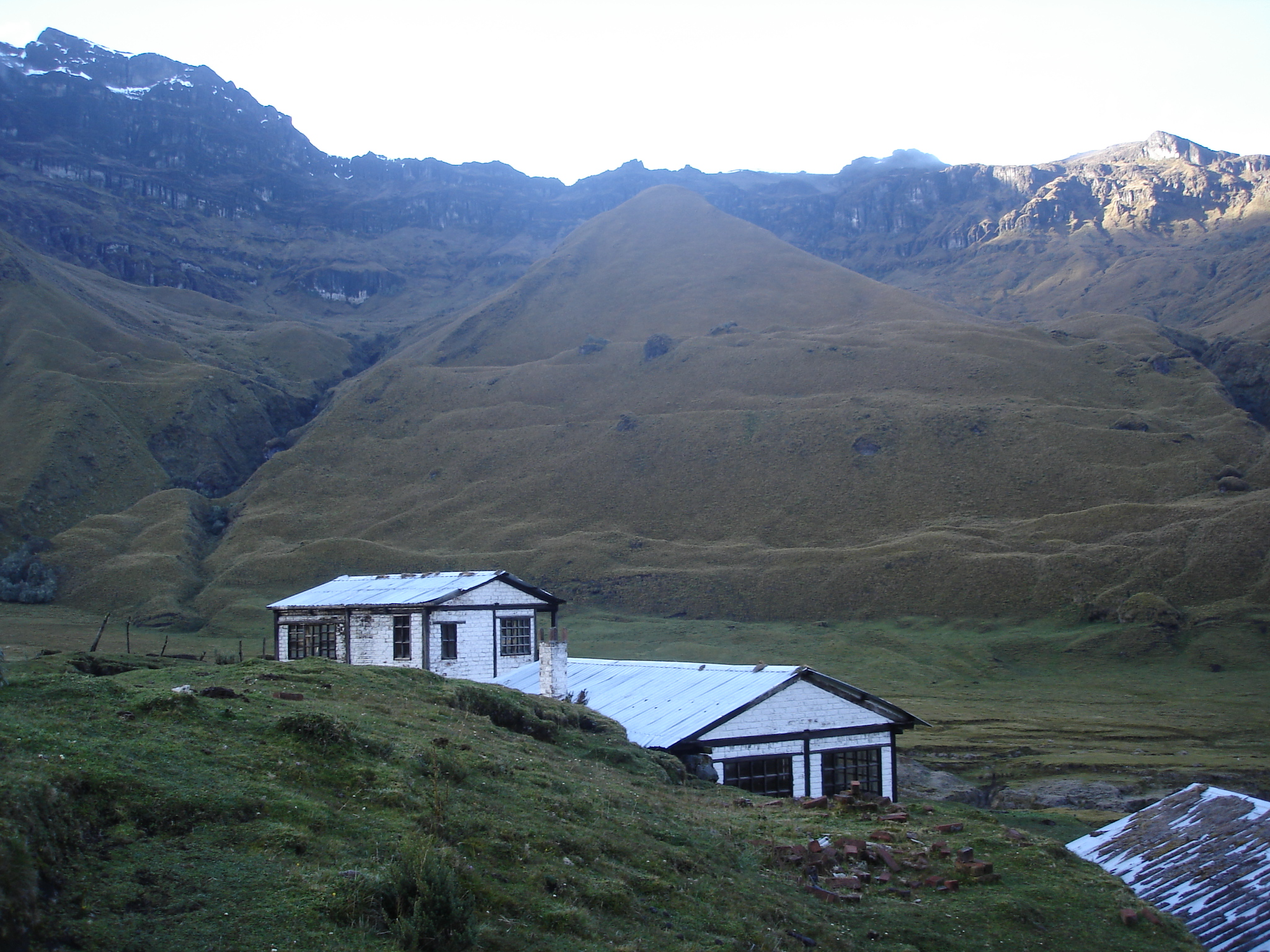
Detalle del Refugio en las cercanías de El Altar, foto de 2013.

Los nueve picos de El Altar, empezando por la cumbre más alta en el lado sur y en sentido antihorario:
| Nombre          | Elevación            | Dirección desde el lago | Primera ascensión |
| --------------- | -------------------- | ----------------------- | --- |
| Obispo          | 5319 m (17 451 pies) | Sur                     | 7 de julio de 1963, Ferdinando Gaspard, Marino Tremonti, Claudio Zardini |
| Monja Grande    | 5160 m (16 929 pies) | Sureste                 | 17 de agosto de 1968, Bill Ross and Margaret Young |
| Monja Chica     | 5080 m (16 667 pies) | Este-Sureste            | 16 de enero de 1971, Peter Bednar and party |
| Tabernáculo     | 5180 m (16 995 pies) | Este                    | |
| Fraile Oriental | 5060 m (16 601 pies) | Este-Noreste            | 28 de septiembre de 1979, Fernando Jaramillo, Danny Moreno, Luis Naranjo, Hernán Reinoso, Mauricio Reinoso and Marcos Serrano (del GACSG Grupo Ascensionismo Colegio San Gabriel Quito) |
| Fraile Beato    | 5050 m (16 568 pies) | Este-Noreste            | |
| Fraile Central  | 5070 m (16 634 pies) | Noreste                 | |
| Fraile Grande   | 5180 m (16 995 pies) | Norte-Noreste           | 1 de diciembre de 1972, Lorenzo Lorenzi, Armando Perron, Marino Tremonti |
| Canónigo        | 5260 m (17 257 pies) | Norte                   | 7 de marzo de 1965, Ferdinando Gaspard, Lorenzo Lorenzi, Marino Tremonti, Claudio Zardini                                                                                               |